# Касуґай (Айті)

Касуґа́й (яп. 春日井市, かすがいし, МФА: [kasugai̯ ɕi̥]?) — місто в Японії, в префектурі Айті. Розташоване в північно-західній частині префектури, на сході рівнини Міно-Оварі. Входить до списку особливих міст Японії.  Виникло на основі сільських поселень раннього нового часу. Отримало статус міста 1943 року. Площа становить 92,71 км². Станом на 1 серпня 2011 року населення складало 306 576  осіб, густота населення — 3310 осіб/км².  Основою економіки є садівництво, вирощування кактусів, целюлозно-паперова промисловість, виготовлення деревної маси, кераміки, побутових електроприладів.   Відіграє роль спального району Наґої.